# Alessio Gidos
Alessio Gido (in greco Ἀλέξιος Γίδος?; ... – 1194) è stato un generale bizantino della fine del secolo XII.
È il primo membro attestato della famiglia Gido, che raggiunse una certa importanza nell'Impero bizantino alla fine del XII e all'inizio del XIII secolo.
Alessio Gido viene menzionato per la prima volta in occasione del sacco normanno di Tessalonica del 1185, quando ricopriva la carica di "Grande Domestico d'Oriente", cioè di comandante in capo delle forze dell'esercito bizantino in Anatolia. Sembra che abbia mantenuto la sua alta carica anche dopo la caduta dell'imperatore Andronico I Comneno e riappare nel 1194, quando il successore di Andronico, Isacco II Angelo, lo invia contro i Bulgari. Questa volta Gido era "Gran Domestico d'Occidente", ma ancora al comando delle truppe orientali, mentre Basilio Vatatzes comandava le forze occidentali. I due generali furono pesantemente sconfitti nella battaglia di Arcadiopoli: la maggior parte dell'esercito bizantino, insieme a Vatatzes, cadde, mentre Gido riuscì a fuggire solo con grande difficoltà. Di lui non si sa più nulla.
Nel 1898/1899, lo studioso greco S. Papadimitriou teorizzò che il nome della famiglia e quindi l'ascendenza della famiglia fosse originariamente latina, ritenendo che il cognome della famiglia fosse la forma ellenizzata del nome italiano Guido. Questo a sua volta ha portato a ipotizzare un collegamento diretto tra la famiglia Gido e Guy/Guido, un figlio del conquistatore normanno dell'Italia meridionale, Roberto il Guiscardo, che secoli prima aveva disertato per unirsi all'imperatore bizantino Alessio I Comneno (1081-1118), entrando al suo servizio e forse sposandosi con la famiglia imperiale. D'altra parte, nel suo Die byzantinische Aussenpolitik zur Zeit der letzten Komnenenkaiser (1967), W. Hecht ha messo in dubbio la loro origine latina e ha sostenuto che in ogni caso, al momento della comparsa di Alessio Gido, la famiglia era stata completamente bizantinizzata e si era liberata dell'identità latina. È tuttavia impossibile dimostrare un legame con il figlio di Roberto il Guiscardo o un'origine latina, siccome le fonti bizantine non trattano la famiglia come avente un'origine straniera.
Allo stesso modo, un'altra opinione ritiene che l'etimologia del cognome della famiglia sia di origine greca, una derivazione dalla parola greca per "capra" ('Gida' γίδα f., γίδι).